# 托馬斯縣 (內布拉斯加州)
托馬斯縣（英語：Thomas County）是美国內布拉斯加州中西部的一個縣，面積1,848平方公里。根据2020年美國人口普查，共有人口669人。縣治塞德福德（Thedford）。該縣成立於1887年3月31日，縣政府同年10月7日；縣名紀念出生於弗吉尼亚州、但在南北战争中仍然效忠於北方的喬治·亨利·湯瑪斯將軍。